# Disco Tits
„Disco Tits” este un cântec al interpretei suedeze Tove Lo. Acesta a fost lansat la data de 7 septembrie 2017 ca primul extras pe single al celui de-al treilea său album de studio Blue Lips.

## Compoziție
„Disco Tits” este un cântec disco-inflexionat cu genul muzical electroclash și dance-pop. Cântecul se mută la un tempo de 110 bătăi pe minut. Conform artistei, cântecul este despre „a te pierde cu noua ta iubire găsită”.

## Videoclip
Videoclipul piesei a fost regizat de către Tim Erem și publicat pe platforma Vevo al artistei la data de 5 octombrie 2017. Videoclipul urmărește pe Tove Lo și o marionetă pe o călătorie rutieră plină de droguri și sex, și a fost descris de mass-media ca și „gâdilitor” și „turbulent”. Chris Malone de la Billboard a analizat videoclipul spunând că „în timp ce ea și marioneta se implică în preludiu, un bărbat arătos cu aspect suedez începe să preia locul marionetei, probabil ca și o metaforă pentru escapadele ei cu bărbații umani.”